# Syzygium elegans
Syzygium elegans är en myrtenväxtart som först beskrevs av Adolphe-Théodore Brongniart och Jean Antoine Arthur Gris, och fick sitt nu gällande namn av J.W.Dawson. Syzygium elegans ingår i släktet Syzygium och familjen myrtenväxter. Inga underarter finns listade i Catalogue of Life.